# Marko Danilović
Marko Danilović, né le 23 avril 1993, à Čačak, est un coureur cycliste serbe.

## Palmarès sur route

### Par année
- 2013
  -  Champion de Serbie sur route espoirs[3]
  - 1re (contre-la-montre) et 2e étapes du Tour d'Albanie
  - 2e du championnat de Serbie sur route
- 2014
  -  Champion de Serbie du contre-la-montre espoirs[4]
  - Grand Prix cycliste de Gemenc :
    - Classement général
    - 1re étape

  - 3e du championnat de Serbie du contre-la-montre
- 2015
  - Ilinden Trophy
- 2016
  - 2e du championnat de Serbie du critérium
- 2017
  - Tour of Vojvodina II
  - 2e du Tour of Vojvodina I
- 2018
  - 2e du championnat de Serbie sur route
  - 3e du V4 Special Series Debrecen - Ibrany
- 2019
  - Péter Sajó Memorial
  - 2e d'In the steps of Romans
  -  Médaillé d'argent du championnat des Balkans sur route
  - 3e du championnat de Serbie sur route
- 2021
  - 2e de l'Adriatic Race

### Classements mondiaux
| Année                                 | 2013 | 2014 | 2015 | 2016  | 2017  | 2018  | 2019  | 2020 | 2021 | 2022  |
| ------------------------------------- | ---- | ---- | ---- | ----- | ----- | ----- | ----- | ---- | ---- | ----- |
| Classement mondial                    |      |      |      | 1284e | 1691e | 1020e | 1097e | nc   | 985e | 1569e |
| UCI Europe Tour                       | 456e | 964e | 569e | 881e  | 1212e | 718e  | 776e  | nc   | 735e | 1052e |
| UCI Asia Tour                         | nc   | nc   | nc   | nc    | 466e  | 434e  |       |      |      |       |
|                                       |      |      |      |       |       |       |       |      |      |       |
| Légende : nc = non classéSource : UCI |      |      |      |       |       |       |       |      |      |       |

## Palmarès en cyclo-cross
- 2009-2010
  - 3e du championnat de Serbie de cyclo-cross juniors